# Orsino Orsini
Orsino Orsini (zm. 1500) – pan Bassanello. Krewny papieża Aleksandra VI i mąż jego kochanki Giulii Farnese.
Był synem Ludovica Orsiniego, pana Bassanello koło Viterbo, i Adriany de Mila. Poprzez matkę był spokrewniony z papieżami Kalikstem III i Aleksandrem VI.
21 maja 1489 poślubił piętnastoletnią Giulię Farnese. Ceremonia odbyła się w pałacu krewnego Orsina, kardynała Rodriga Borgii (późniejszego, od 1492, papieża Aleksandra VI) w Rzymie. Nie wiadomo kiedy Rodrigo Borgia nawiązał romans z młodziutką Giulią. Część badaczy sądzi, że nastąpiło to już ślubie Giulii i Orsina, inni, że jeszcze przed zawarciem tego małżeństwa. W listopadzie 1493 Giulia była już oficjalną kochanką papieża Aleksandra VI. Pośredniczką między kochankami była Adriana de Mila, matka Orsina.
W 1492 Giulia urodziła córkę Laurę, uchodzącą za córkę Aleksandra VI. Z wypowiedzi tego ostatniego wynika, że Giulia z Orsinem miała dziecko. Jedynym znanym dzieckiem Giulii była właśnie Laura, stąd sądzi się, że ojcem tej ostatniej był Orsini.
Kiedy jesienią 1494 Giulia przebywała w Capodimonte, Orsino udaremniał powrót żony do Rzymu. W październiku tego roku Orsino jawnie zbuntował się przeciwko papieżowi. Zawiadomił Giulię, że za wszelką cenę chce ją sprowadzić do swojego Bassanello. Poinformował o tym także matkę i szwagra, kardynała Alessandra Farnese (późniejszego papieża Pawła III). Tymczasem papież naciskał, żeby kochanka powróciła do Rzymu; groził nawet jej klątwą, podobnie jak Orsinowi.
Orsino w końcu ugiął się i zgodził się na nieutrudnianie żonie podróży do Rzymu. Krótko potem, 28 listopada 1494 zwrócił się do Aleksandra z prośbą o wielką sumę pieniędzy, potrzebą jego zdaniem na żołd dla wojska. Na przełomie 1499 i 1500 doszło do zerwania między Giulią a Aleksandrem VI i była kochanka papieża powróciła do męża.
Orsino Orsini zginął niedługo potem - został przygnieciony podczas snu przez sufit, który się zawalił.